# Bölcső-hegy
A Bölcső-hegy (szerb nevén Kolevka) egy 587 (más adat szerint 588) méter magas hegy Pest vármegye területén, a Visegrádi-hegységben, Szentendre és Pomáz határvidékén. Környékét számos turistaútvonal érinti, a csúcsára a zöld háromszög turistajelzés vezet. Tömbjében és a közvetlen környéken több forrás fakad (Csepel-forrás, Háziipari-forrás, Kármán-forrás, Kékvizű-forrás stb.), ezek közül a leginkább bővizű a Lajos-forrás, amely önmagában is fontos turisztikai célpont.
Csúcsán 2021-ben indult meg a korábbi, használhatatlanná vált kilátó helyén egy új fakilátó építése Koller József Ybl-díjas építész tervei alapján, melyet november 25-én adtak át.
Legegyszerűbb megközelítési útvonala: Szentendre központjában a 11-es főútról (Dunakanyar körút) Pilisszentlászló felé kell fordulni az 1116-os útra, majd Izbéget elhagyva arról a Dömörkapu felé vezető 11 113-as útra letérni, végül pedig arról a 11 114-es számú mellékútra kanyarodni. Utóbbinak Lajosforrás a végpontja, ahonnan a hegycsúcs turistautakon érhető el. Kicsit hosszabb túrával elérhető a csikóváraljai turistaház felől is.
A Bölcső-hegy térségében és a környéken zajlott 1947-ben az egyik legtöbb emberéletet követelő magyarországi bűncselekmény, a szentendrei sorozatgyilkosság.